# Musée-mémorial de la défense héroïque d'Odessa
Le  musée de la défense héroïque d'Odessa  (en ukrainien : Мемориал героической обороны Одессы) se situe au 150 Dacha Kovalevskogo à Odessa.

## Historique
C'est un mémorial de la défense de la ville et un musée à ciel ouvert.

## Images

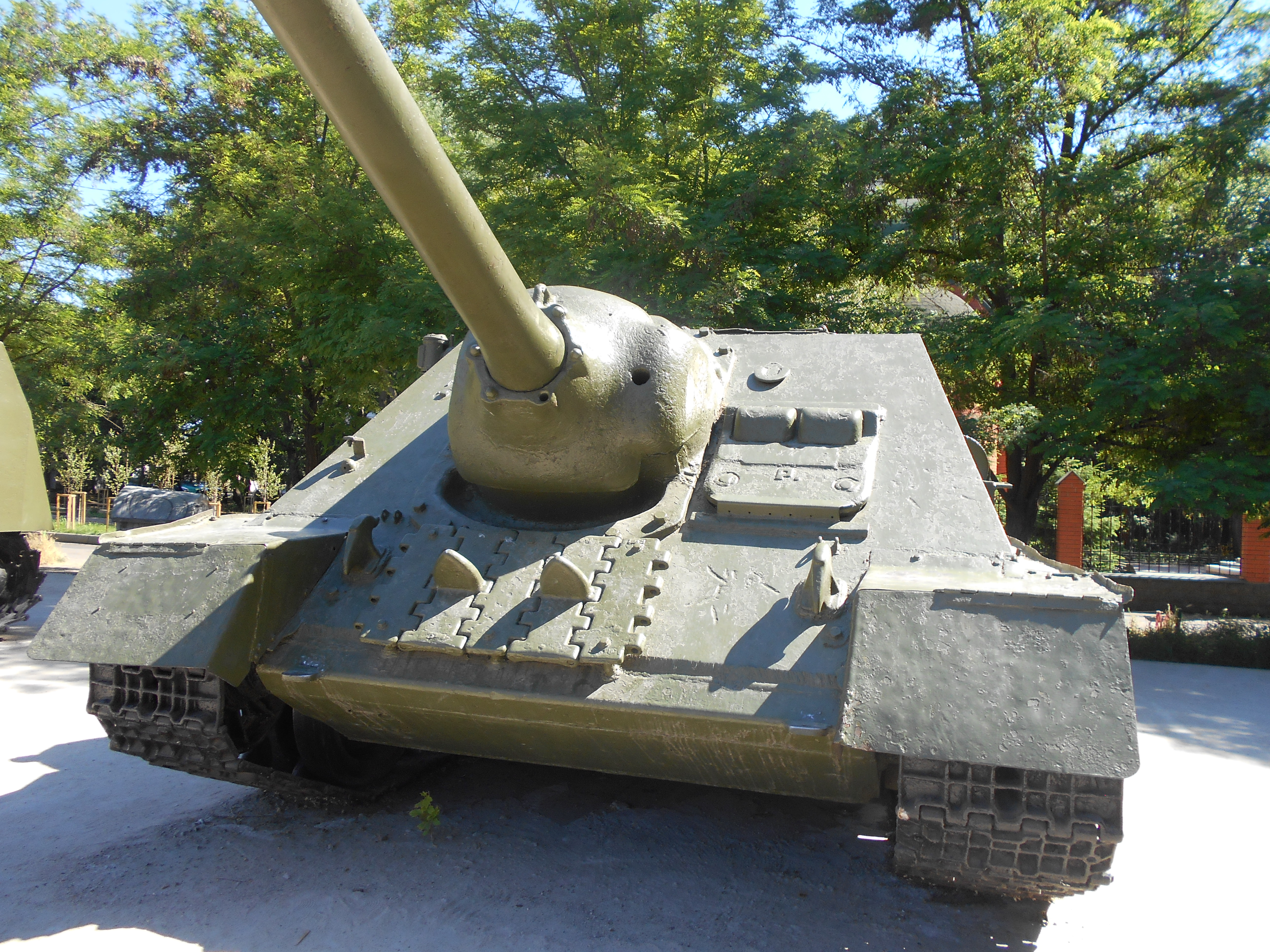
Un chasseur de char SU-85,
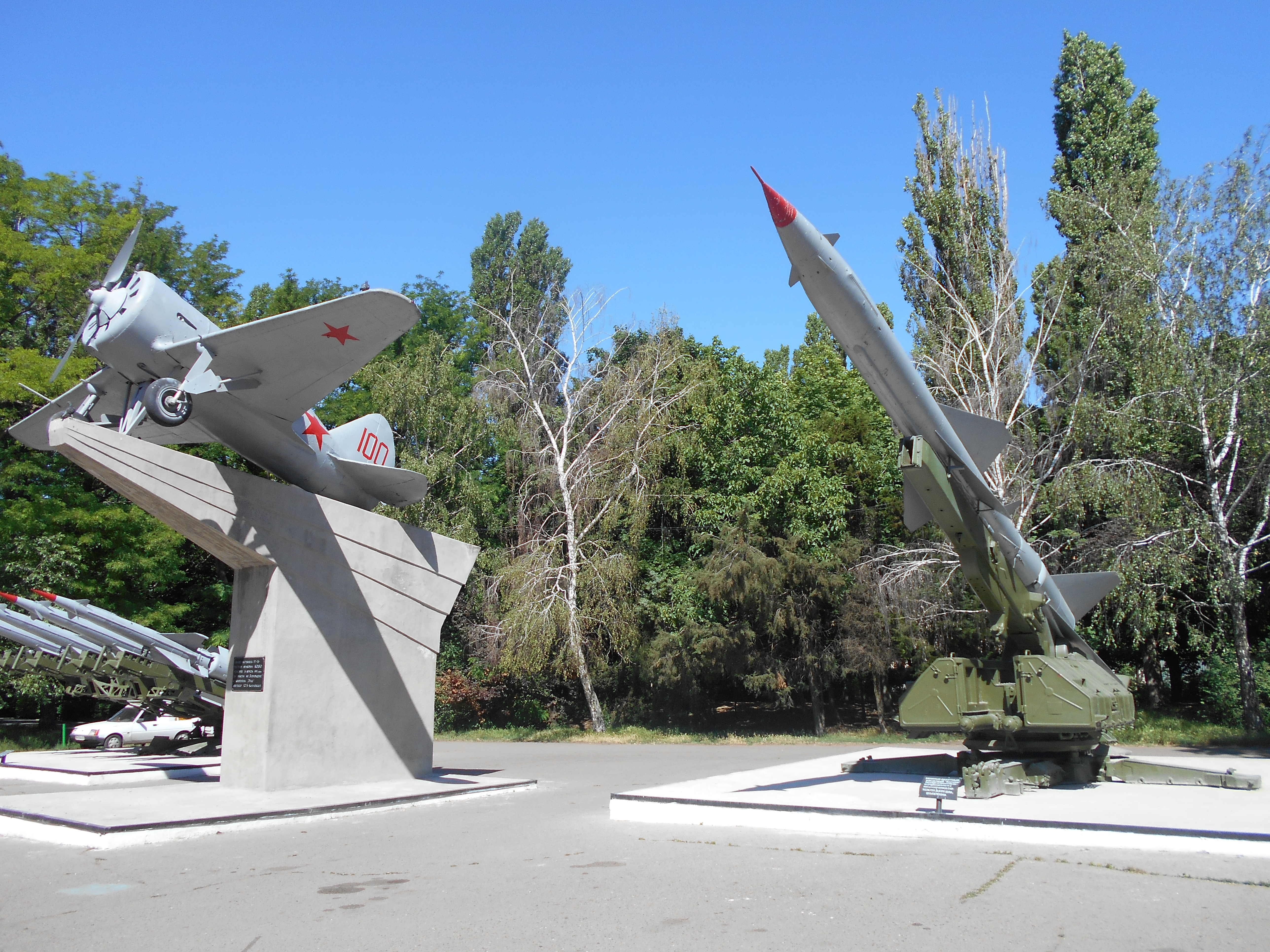
Un missile et un chasseur,
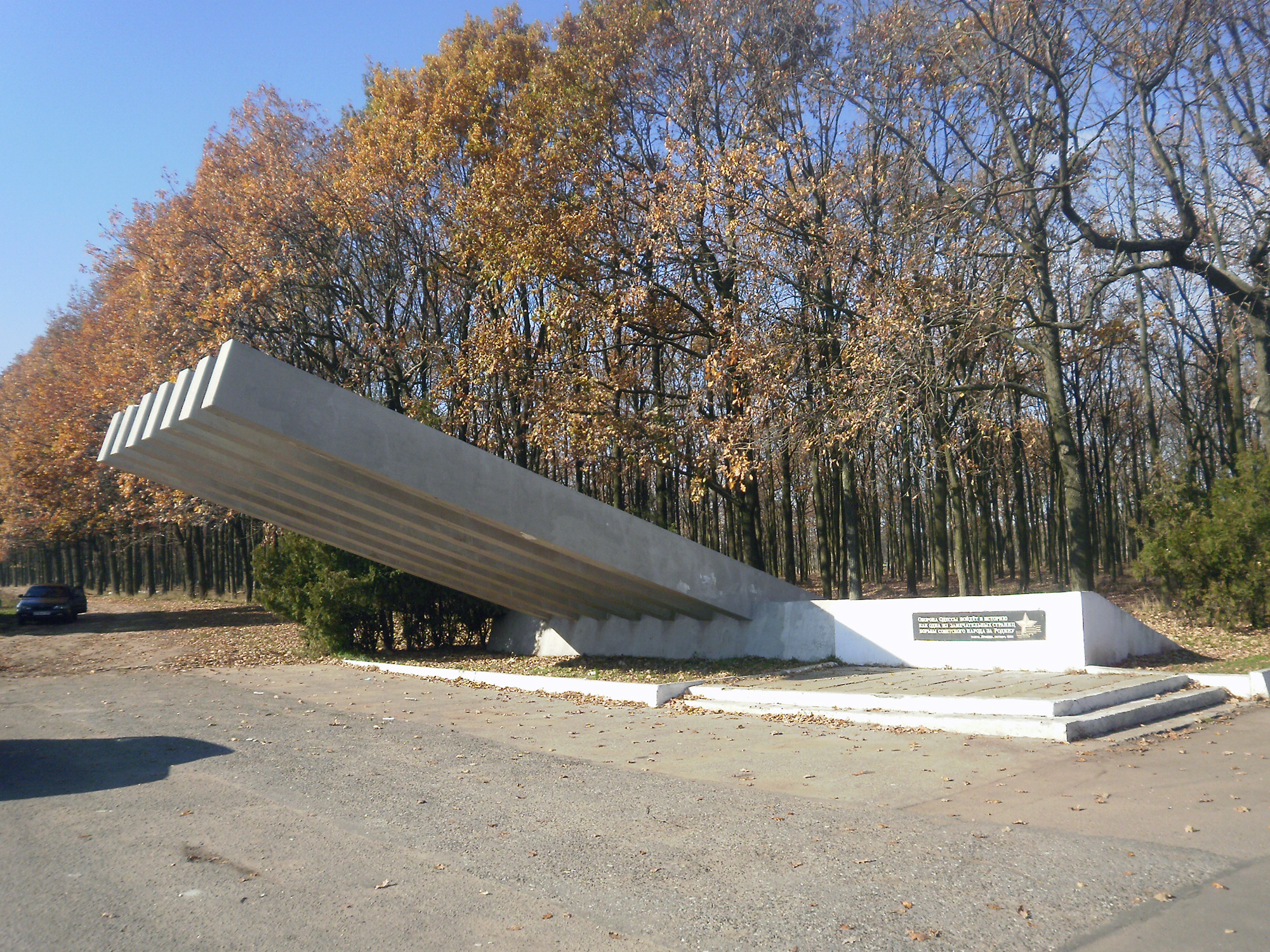
des Katiouchas.

### Sources
- (uk) Cet article est partiellement ou en totalité issu de l’article de Wikipédia en ukrainien intitulé « Мемориал героической обороны Одессы » (voir la liste des auteurs).